# Президенти-Жаниу-Куадрус
Президенти-Жаниу-Куадрус (порт. Presidente Jânio Quadros)  —  муниципалитет в Бразилии, входит в штат Баия. Составная часть мезорегиона Юго-центральная часть штата Баия. Входит в экономико-статистический микрорегион Брумаду. Население составляет 15 874 человека на 2006 год. Занимает площадь 827,379 км². Плотность населения — 14,4 чел./км².

## История
Освоение данного региона началось в 1876 году, для ведения преимущественно сельского хозяйства и животноводства. Основанный тут город носил название Сан-Жуан-ду-Алипьо. В 1944 году город получил название Жоанина. В 1961 году оно стало независимым по закону штата №1.604/1961, выделившись из Кондеубы. Текущее название было дано в честь президента Республики того времени Жа́ниу да Си́лва Куа́друс (порт.-браз. Jânio da Silva Quadros).

## Статистика
- Валовой внутренний продукт на 2006 год составляет 13 889 498,00 реалов (данные: Бразильский институт географии и статистики).
- Валовой внутренний продукт на душу населения на 2006 год составляет 1008,81 реалов (данные: Бразильский институт географии и статистики).
- Индекс развития человеческого потенциала на 2006 год составляет 0,389 (данные: Программа развития ООН).